# Pafawag 102E
EP08 (typ 4Ea i 102E) – normalnotorowa pasażerska lokomotywa elektryczna produkcji polskiej produkowana w latach 1972–1976 w zakładach Pafawag we Wrocławiu. Przez kolejarzy nazywana świnią z powodu koloru, na który pojazdy były malowane w fabryce lub denaturatem od koloru dawnego malowania spółki PKP InterCity.

## Konstrukcja
Elektrowozy tej serii powstawały na podstawie konstrukcji serii EU06 i EU07. Zmiany konstrukcyjne miały na celu umożliwienie osiągnięcia większych prędkości – udało się to uzyskać dzięki zmianie przełożenia przekładni z 79:18 na 77:24. EP08 przy jeździe pociągowej osiąga prędkość 140 km/h, przy jeździe luzem prędkość maksymalna jest ograniczona do 110 km/h. Zakładana teoretyczna prędkość maksymalna 160 km/h nie została wprowadzona, gdyż pojazd uzyskuje wtedy złe właściwości biegowe i następuje szybsze zużycie materiałów. Oprócz zmiany przekładni zastosowano także nowe silniki, inne ułożyskowanie wału drążonego i inne modernizacje. W lokomotywach typu 4Ea (nr 002 – 005) zastosowano standardowe dla EU07 łożyska ślizgowe, zaś nowszy typ 102E (nr 001 i 006 – 015) wyposażono w łożyska toczne. Pierwotnie program budowy EP08 zakładał wykonanie 100 sztuk tych pojazdów, ale nie został on zakończony. W latach 1972–1976 Pafawag wykonał tylko 15 egzemplarzy (Roman Staszałek podaje 14). Przerwanie produkcji wiązało się z brakiem dewiz na zakup łożysk za granicą.
Budowa pudła jest podobna, jak w EU06 i EU07, jednak lokomotywy EP08 były malowane w barwy pomarańczowe (podobnie jak EP09, choć w innym, jasnym odcieniu). W połowie czerwca 2007 PKP Intercity wprowadziło nowy schemat malowania lokomotyw w granatowe barwy z logo PKP Intercity na boku. Malowanie takie zostało zastosowane, aby upodobnić je do wagonów w nowym malowaniu PKP Intercity. Pierwszą lokomotywą w tych barwach był elektrowóz EP08-007. Ta sama lokomotywa w styczniu 2013 po naprawie rewizyjnej w Zakładzie Północnym PKP Intercity S.A. w Gdyni została ponownie przemalowana na kolor pomarańczowy.

## Eksploatacja
W założeniach lokomotywa ta powstała na bazie EU07 typu 4E w celu obsługi linii z prędkością szlakową 140 km/h. Egzemplarze typu 4Ea wyposażone w ułożyskowanie ślizgowe (nr 002 – 005), które okazało się nieodpowiednie dla założonej prędkości eksploatacyjnej, przemianowano na elektrowozy EU07 (nr 241 – 244). W czynnym użyciu znajduje się obecnie 9 sztuk EP08, które stacjonują w Warszawie. Prędkość konstrukcyjna EP08 wynosi 160 km/h, lecz w eksploatacji obniżono ją do 140 km/h.